# Alarm für Cobra 11
Alarm für Cobra 11 es un videojuego de carreras basado en la serie de televisión de acción alemana del mismo nombre desarrollado por VCC Entertainment y publicado por RTL Playtainment para Microsoft Windows. Es el primer juego lanzado de la serie.

## Jugabilidad
El jugador controla un automóvil, persigue a las personas malas y provoca muchas explosiones.
El juego se divide en 15 misiones con objetivos como detener a un conductor fantasma o proteger otro auto. Después de cada misión, el jugador desbloquea un videoclip del programa y, a veces, obtiene un auto mejor. En un segundo modo de juego, el jugador ejecuta acrobacias como saltar sobre autos estacionados o aplastar tantos autos como sea posible.